# Hughenden Manor

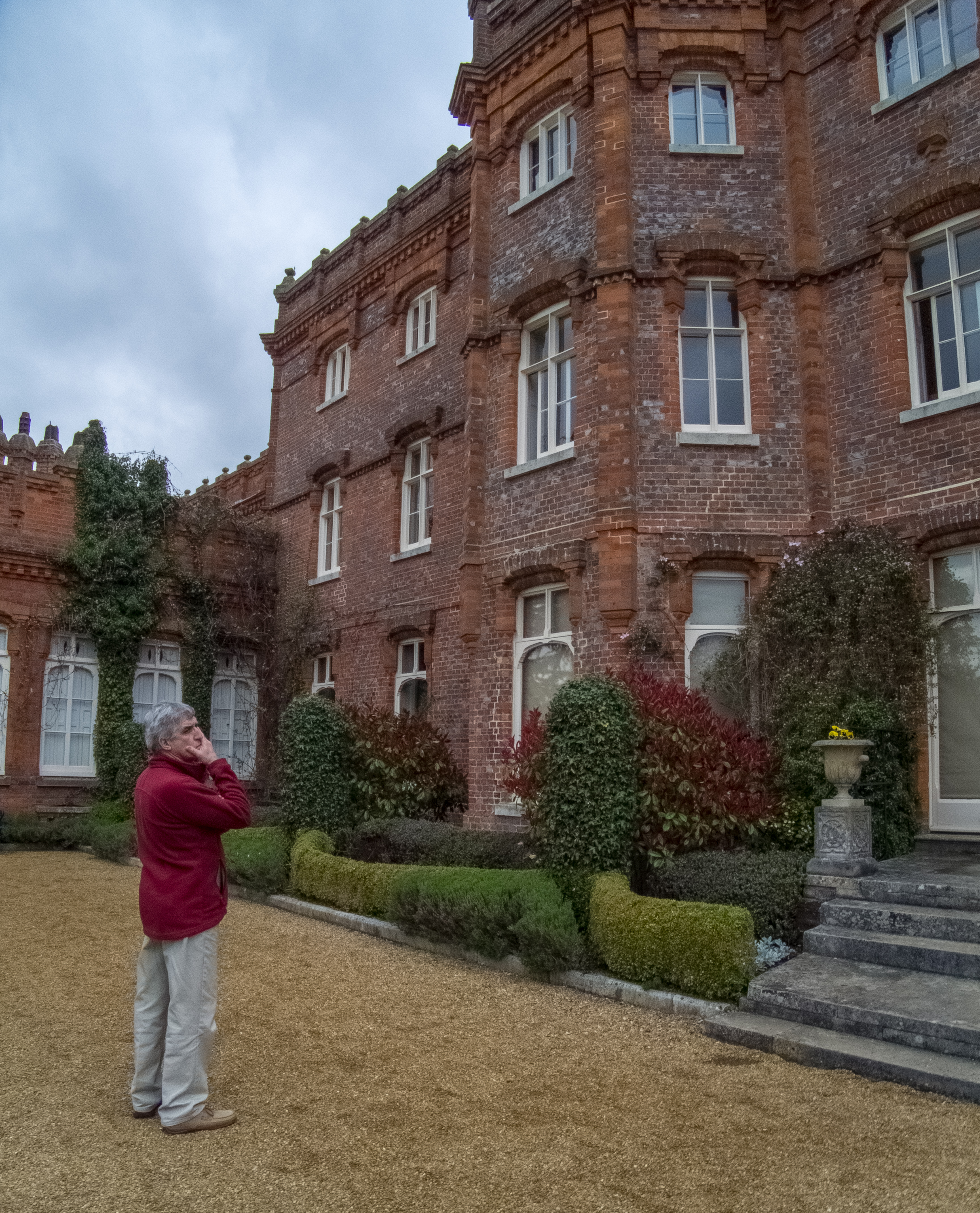
Facciata e scalinata di Hughenden Manor

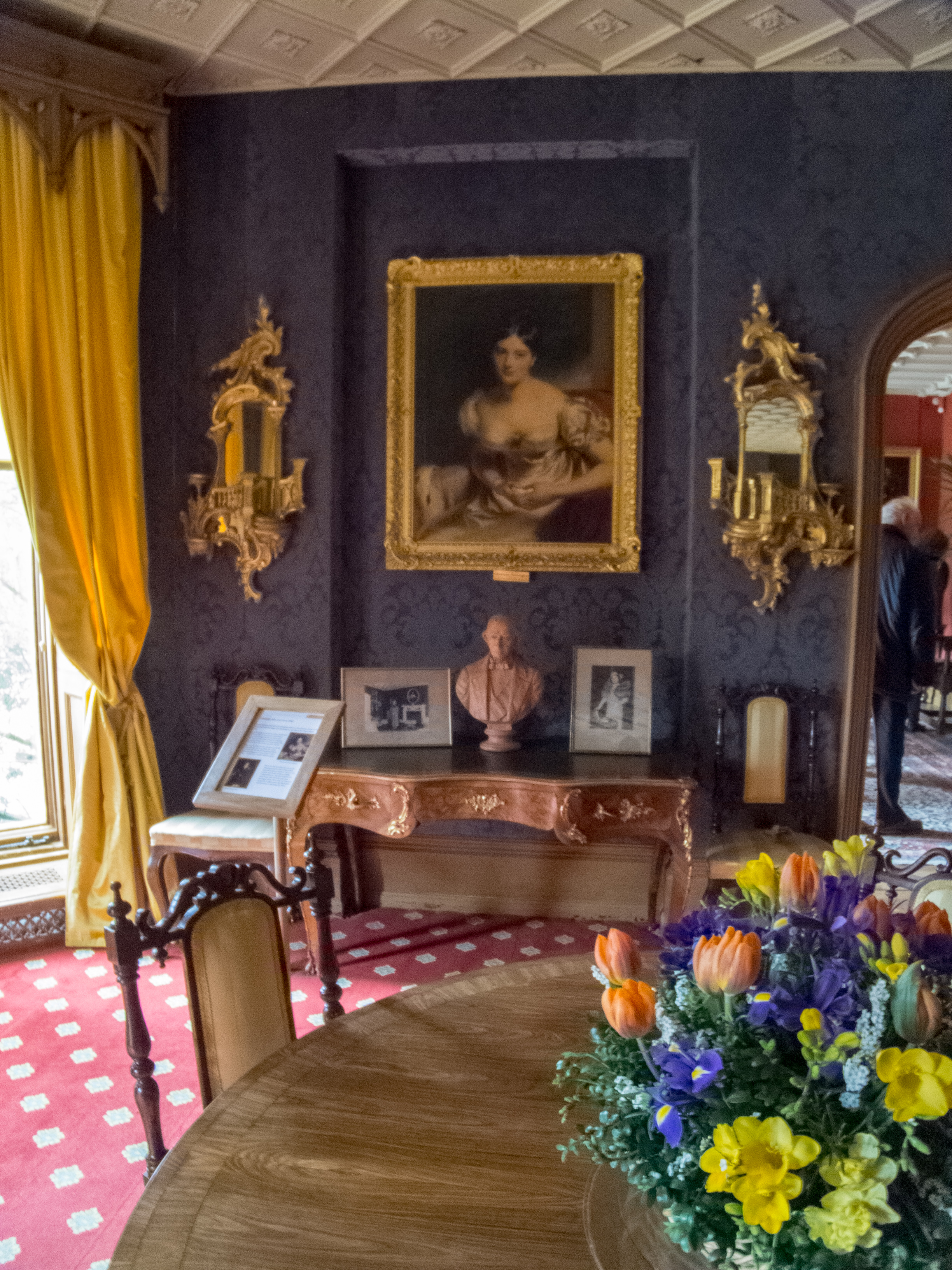
Una stanza del palazzo

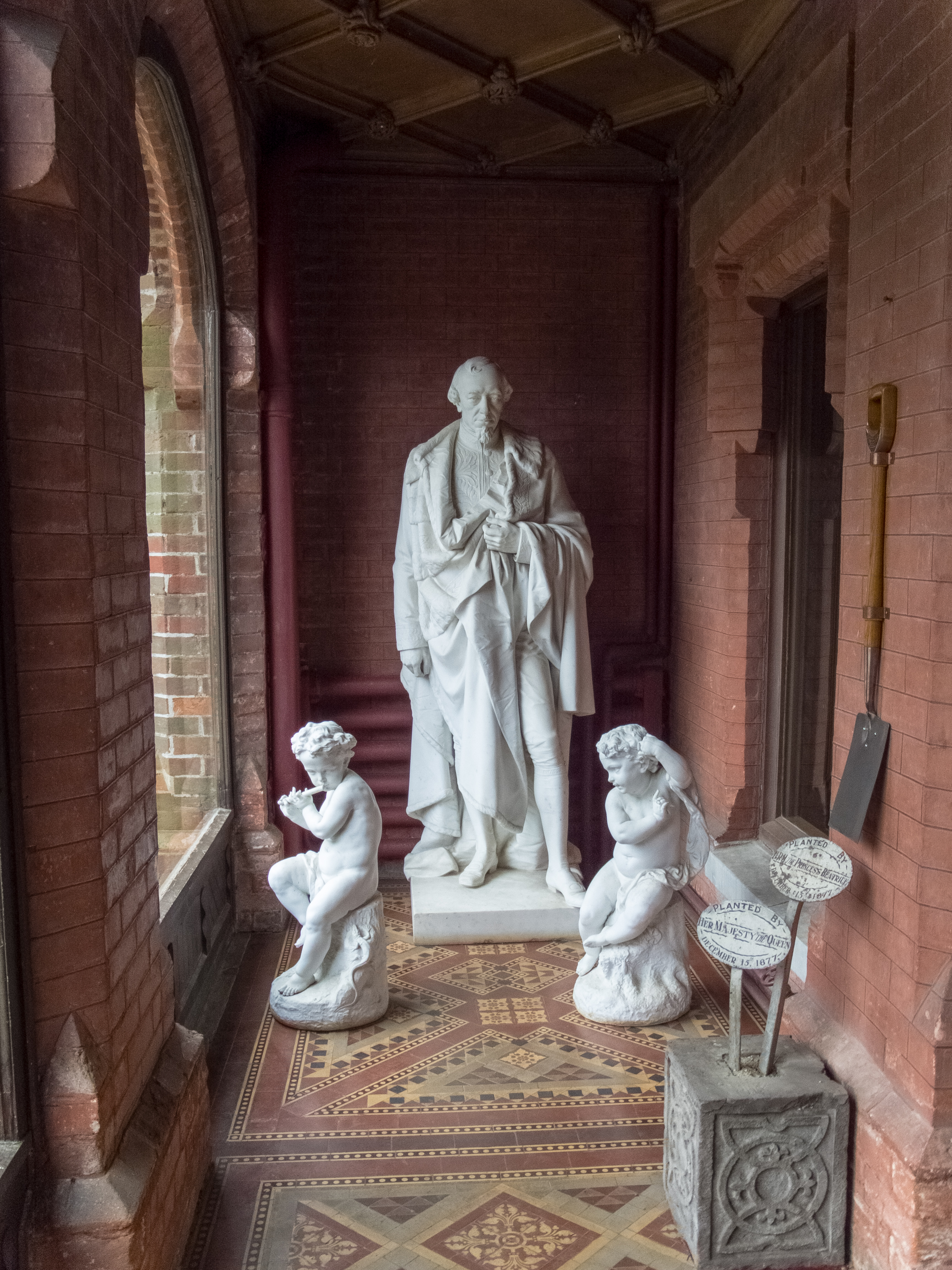
Sculture all'interno del palazzo

Hughenden Manor è una casa di campagna in stile vittoriano nei pressi del villaggio di Hughenden Valley, nel Buckinghamshire (Inghilterra sud-orientale), costruito nella forma attuale nel 1862 su progetto dell'architetto Edward Buckton Lamb, ma le cui origini risalgono al XVIII secolo. Fu per oltre trent'anni (1848-1881) la residenza del primo ministro Benjamin Disraeli. L'edificio è classificato come palazzo di primo grado ed è gestito dal National Trust.

## Storia
La tenuta di Hughenden venne menzionata per la prima volta nel Domesday Book (1086) come Huchedene.
Il primo edificio che sorgeva nella tenuta era una fattoria. In seguito, nel 1738, la fattoria venne riconvertita in una residenza in stile georgiano.
Alla fine degli anni quaranta del XIX secolo, la tenuta venne acquisita da Benjamin Israeli, scrittore e politico di origine ebraica, che era membro del partito Conservatore. Israeli riteneva infatti importante per la sua ascesa politica diventare un proprietario terriero.
Israeli incaricò nel 1862 l'architetto Edward Buckton Lamb di rimodellare l'edificio preesistente in una residenza in stile vittoriano. La moglie di Israeli, Mary Anne, progettò poi i giardini che circondano il palazzo, che sarebbero stati successivamente modificati.
Benjamin Disraeli visse a Hughenden Manor fino al 1881, anno della sua morte. In seguito, agli inizi del XIX secolo, il suo erede, Coningsby Disraeli, fece realizzare all'interno della tenuta l'ala occidentale.
Nel corso della seconda guerra mondiale, venne progettata a Hughenden Manor un'operazione militare nota in codice come "Operazione Hillside".

## Architettura
L'edificio presenta una facciata in mattoni rossi ed è costituito da tre piani.
All'interno dell'edificio è presente un'ampia collezione di ritratti della famiglia Disraeli.

## Nella cultura di massa
Hughenden Manor è stato utilizzato come location di alcuni film, tra cui Johnny English con Rowan Atkinson e Natalie Imbruglia (2003), W.E. - Edward e Wallis (2011), diretto da Madonna, Mistero a Crooked House (2017) con Glenn Close, ecc.